# No somos nadie (obra de teatro)

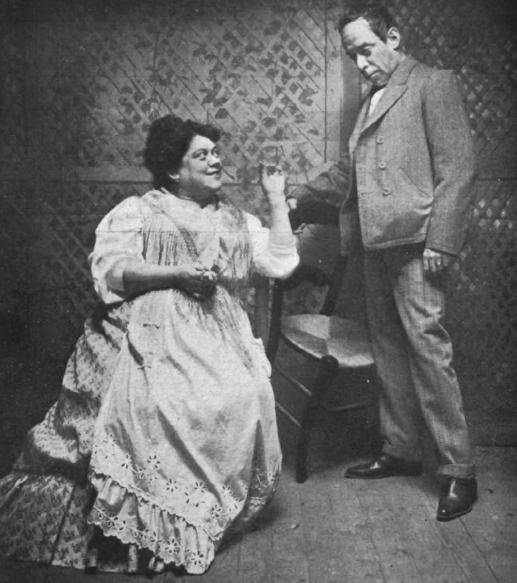
Ricardo Simó-Raso y Leocadia Alba en una escena del estreno

No somos nadie es un sainete escrito por Francisco Toro de Luna y Carlos Fernández Shaw estrenado en 1909.

## Argumento
En la Córdoba de la época, Carlitos un exalcohólico ha decidido casar a su bella hija con un hombre apocado al que ella no ama por el simple hecho de que es abstemio. Carlitos es radical en su planteamiento hasta que se enamora de una de sus inquilinas que le confiesa, sin embargo, que su abstinencia del alcohol lo convierte a sus ojos, en menos hombre. Carlitos vuelve a su antigua afición para regocijo de todos, incluida su hija que se había enamorado realmente de un empedernido bebedor.

## Estreno
- Teatro Lara, Madrid, 19 de noviembre de 1909.
  - Intérpretes: Ricardo Simó-Raso, Leocadia Alba, Ricardo Puga, Alberto Romea, Conchita Ruiz, Sra. Echevarría, Sr. Mora.